# Serghei Gorodețki

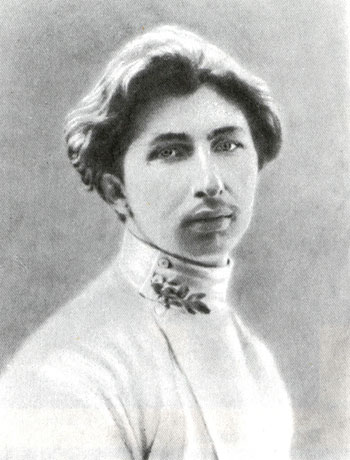
Serghei Gorodețki

Serghei Mitrofanovici Gorodețki (rusă: Сергей Митрофанович Городецкий (n. 17 ianuarie (5 ianuarie stil vechi)), 1884 - d. 8 iunie, 1967) a fost un poet acmeist rus.